# Jonas Bronck
Jonas Bronck ou  Jonas Jonson Brunk (1600 - 1643) foi um imigrante sueco dos Estados Unidos. Em 1639 adquiriu um pedaço de terra localizado na ilha de Manhattan. Sua fazenda ficou conhecida como Terra de Bronck, e esse é o origem do nome do distrito de Bronx, um dos cinco distritos que compõe a cidade de Nova Iorque.